# Пелагеино
Пелагеино — деревня  в Износковском районе Калужской области России. Входит в сельское поселение «Село Льнозавод».

## География
Расположено у реки Нерошка. Рядом — Трушонки.

## Население
| 2002 | 2010 |
| ---- | ---- |
| 4    | ↗5   |

## История
Место проживание медынских карел.
В 1937 году Износковский район вошел в состав Смоленской области, в том числе и  Пелагеинский сельсовет
В Великую Отечественную было уничтожено немцами